# Nicolai Makarov
General de armată Nicolai Makarov (rusă: Никола́й Его́рович Мака́ров) este în acest moment comandatul general al forțelor armate ale Federației Ruse (Начальник Генштаба) și primul adjunct al Ministrului Apărării. S-a născut pe 7 octombrie 1949, la Glebovo, Regiunea Riazan din Uniunea Sovietică.